# کادوف (ناحیه ژدار ناد سازاوو)
کادوف (به چکی: Kadov) یک منطقهٔ مسکونی در جمهوری چک است که در ناحیه ژدار ناد سازاووو واقع شده‌است. کادوف ۵٫۳۷ کیلومتر مربع مساحت و ۱۱۷ نفر جمعیت دارد و ۶۷۰ متر بالاتر از سطح دریا واقع شده‌است.